# Pápadereske
Pápadereske is een plaats (község) en gemeente in het Hongaarse comitaat Veszprém. Pápadereske telt 265 inwoners (2001).